# IAX2
IAX (Inter-Asterisk eXchange protocol) es uno de los protocolos utilizado por Asterisk, un servidor PBX (central telefónica) de código abierto patrocinado por Digium. Es utilizado para manejar conexiones VoIP entre servidores Asterisk, y entre servidores y clientes que también utilizan protocolo IAX.
El protocolo IAX ahora se refiere generalmente al IAX2, la segunda versión del protocolo IAX. El protocolo original ha quedado obsoleto en favor de IAX2. Viene recogido en la RFC-5456.

## Propiedades Básicas
IAX2 es robusto, lleno de novedades y muy simple en comparación con otros protocolos. Permite manejar una gran cantidad de códecs y un gran número de streams, lo que significa que puede ser utilizado para transportar virtualmente cualquier tipo de dato. Esta capacidad lo hace muy útil para realizar videoconferencias o realizar presentaciones remotas. Está diseñado para darle prioridad a los paquetes de voz en una red IP. Esto se llama QoS (Quality of Service).
IAX2 utiliza un único puerto UDP, generalmente el 4569, para comunicaciones entre puntos finales (terminales VoIP) para señalización y datos. El tráfico de voz es transmitido in-band, lo que hace a IAX2 un protocolo casi transparente a los cortafuegos y realmente eficaz para trabajar dentro de redes internas. En esto se diferencia de SIP, que utiliza una cadena RTP out-of-band para entregar la información.
IAX2 soporta Trunking, donde un simple enlace permite enviar datos y señalización por múltiples canales.
Cuando se realiza Trunking, los datos de múltiples llamadas son manejados en un único conjunto de paquetes, lo que significa que un datagrama IP puede entregar información para más llamadas sin crear latencia adicional. Esto es una gran ventaja para los usuarios de VoIP, donde las cabeceras IP son un gran porcentaje del ancho de banda utilizado.
Commend es un fabricante de interfonia IP que utiliza IAX2.

## Inicio de IAX
El protocolo IAX2 fue creado por Mark Spencer para la señalización de VoIP en Asterisk. El protocolo crea sesiones internas y dichas sesiones pueden utilizar cualquier códec que pueda transmitir voz o vídeo. El IAX esencialmente provee control y transmisión de flujos de datos multimedia sobre redes IP. IAX es extremadamente flexible y puede ser utilizado con cualquier tipo de dato incluido vídeo, pero está diseñado principalmente para llamadas de voz IP.
El diseño de IAX se basó en muchos estándares de transmisión de datos, incluidos SIP (el cual es el más común actualmente), MGCP y Real-time Transport Protocol.

## Objetivos de IAX
El principal objetivo de IAX ha sido minimizar el ancho de banda utilizado en la transmisión de voz y vídeo a través de la red IP, con particular atención al control y a las llamadas de voz y proveyendo un soporte nativo para ser transparente a NAT. La estructura básica de IAX se fundamenta en la multiplexación de la señalización y del flujo de datos sobre un simple puerto UDP entre dos sistemas.
IAX es un protocolo binario y está diseñado y organizado de manera que reduce la carga en flujos de datos de voz. El ancho de banda para algunas aplicaciones se sacrifica en favor del ancho de banda para VoIP.